# Nagel (Bavorsko)
Nagel je obec v německé spolkové zemi Bavorsko, v zemském okresu Wunsiedel im Fichtelgebirge. Obec je uznávaným rekreačním místem.

## Geografie
Nagel leží v srdci přírodního parku Smrčiny, obklopen obcemi Hohenbrand, Wurmloh, Mühlbühl, Reichenbach, Lochbühl, Ölbühl a Reissingerhöhe.

## Místní části
- Nagel
- Reichenbach
- Hohenbrand
- Wurmloh
- Mühlbühl
- Lochbühl
- Ölbühl
- Reißingerhöhe

## Historie
Nagel je poprvé zmiňován v roce 1200, v seznamu desátků kláštera Reichenbach. Území dnešní obce patřilo ve 13. století vévodům z Bavorska a v roce 1329 přešlo falcké rodové linii Wittelsbachů. V roce 1536 bylo území obce Nagel rozděleno na dvě části. Větší část náležela Bavorsku-Falcku, a menší část, spolu s vesnicí Reichenbach (dnešní místní část obce), připadla bayreuthským markrabatům. Roku 1803 přešla celá obec pruskému knížectví Bayreuth. Od roku 1810 se území obce stalo definitivně součástí Bavorska.